# クシシュトフ・ピョンテク
- クシシュトフ・ピョンテク
- クシシュトフ・ピオンテク
- クリシュトフ・ピョンテク
- クリストフ・ピョンテク
- クリストフ・ピアテク

クシシュトフ・ピョンテク（Krzysztof Piątek，1995年7月1日 - ）は、ポーランド・ドルヌィ・シロンスク県ジェルジョニュフ出身のサッカー選手。カタール・スターズリーグ・アル・ドゥハイルSC所属。ポーランド代表。ポジションはフォワード。
日本語では氏名の表記に大きなばらつきがあり、クシシュトフ・ピオンテク、クリシュトフ・ピョンテク、クリストフ・ピョンテク、クリストフ・ピアテク、などと表記されることがある。

## クラブ経歴

### 初期の経歴
KSニエムツァンカ・ニエムツァやジェヴョンツカ・ジェルジョニュフの育成組織出身。レヒア・ジェルジョニュフへ移籍し、17歳の時にIIIリガ（4部リーグ相当）所属のトップチームでデビューを果たした。

### ザグウェンビェ・ルビン、クラコヴィア
2013年にエクストラクラサのザグウェンビェ・ルビンに移籍。2015-16シーズンにはリーグ戦33試合に出場し6得点を決めたが、翌2016-17シーズンには出場機会が減少し、5試合の出場に留まった。
2016年夏、エクストラクラサのKSクラコヴィアに移籍した。契約期間は4年で移籍金は50万ユーロと推定される。クラコヴィアでは公式戦65試合に出場し32得点を記録、2017-18シーズンのリーグ戦では21得点を記録し得点ランキングの3位につけた。

### ジェノア
2018年6月8日、イタリア・セリエAのジェノアCFCと4年契約を締結した。移籍金は400万ユーロと推定される。8月11日に行われたコッパ・イタリア3回戦のUSレッチェ戦でデビューをすると、この試合でハットトリックを含む4得点を記録。8月26日に行われたエンポリFC戦でリーグデビューを果たし、この試合で初得点を決めたのを皮切りにリーグ戦において7試合連続得点を記録した。この活躍によりイタリア国内だけでなくヨーロッパの有力クラブが関心を示し、冬の移籍市場での放出の可能性が報じられた。

### ACミラン
2019年1月23日、ACミランと2023年6月30日まで契約を結んだ。移籍金は3500万ユーロと推定される。1月26日に行われたセリエA第21節のSSCナポリ戦でリーグデビューを果たすと、1月29日に行われたコッパ・イタリア準々決勝のSSCナポリ戦で初得点を含む2得点を決めた。
2月3日に行われたASローマ戦でリーグ初得点を決めると、2月10日に行われた第23節のカリアリ・カルチョ戦では公式戦3試合連続ゴールを決めてUEFAチャンピオンズリーグ出場圏内をキープした。この試合の時点で公式戦5試合に出場し6得点をあげたが、加入直後の記録としてはマルコ・ファン・バステン、ジョージ・ウェア、アンドリー・シェフチェンコといったOBたちを上回るものとなっている。
2019-20シーズンから背番号が19から9に変更することが決定。

### ヘルタ・ベルリン
2020年1月30日、ヘルタ・ベルリンに移籍した。

### フィオレンティーナ
2022年1月8日、ACFフィオレンティーナへの買取オプション付きのローン移籍が発表された。

### サレルニターナ
2022年9月1日、USサレルニターナ1919への買取オプション付きのローン移籍が発表された。

### イスタンブール・バシャクシェヒル
2023年7月18日、トルコのイスタンブール・バシャクシェヒルFKに3年契約で移籍した。トルコでピョンテクは復調し、スュペル・リグで2023-24シーズンは17ゴール、2024-25シーズンはヴィクター・オシムヘンに次ぐ21ゴールを記録した。

### アル・ドゥハイル
2025年6月2日、カタールのアル・ドゥハイルSCに移籍。移籍金は1000万ユーロと推定されている。

## 代表経歴
2015年からユース世代のポーランド代表に招集され、U-21ポーランド代表としては2017年6月には地元ポーランドで開催されたUEFA U-21欧州選手権2017の代表メンバーに招集された。
ポーランド代表としては、2018年5月に2018 FIFAワールドカップの予備登録メンバーに選出されたが、最終メンバーには選出されず、本大会出場はならなかった。
2018年9月11日に行われたアイルランド代表との国際親善試合で代表デビューを果たすと、10月11日に行われたUEFAネーションズリーグのポルトガル代表戦で代表初得点を決めた。

## 人物
「新たなレヴァンドフスキ」「レヴァンドフスキ2世」と評されるポーランド出身のストライカー。欧州主要リーグのデビューとなった2018-19シーズンには2019年2月13日時点で公式戦25試合で23得点というペースで得点を量産しているが、これは1980-81シーズンのアンジェイ・シャルマッフ（20試合16得点）、2005-06シーズンにイレネウシュ・イェレン（40試合15得点）が欧州主要リーグデビュー時に記録した得点を上回るものとなっている。
また、ガンマンを意味する「ピストレロ」の愛称を持つが、これは得点後のゴールパフォーマンスがガンマンの姿を連想させるものだったことにちなんでいる。この他、ACミラン監督のジェンナーロ・ガットゥーゾからはそのプレーぶりをロボコップに例えられているが、ピョンテク本人は「ピストレロ」の愛称で呼ばれることを希望している。

## 個人成績
2020年12月8日現在
| クラブ                   | シーズン | リーグ | リーグ | カップ | カップ | 国際大会 | 国際大会 | その他 | その他 | 通算 | 通算 |
| クラブ                   | シーズン | 出場   | 得点   | 出場   | 得点   | 出場     | 得点     | 出場   | 得点   | 出場 | 得点 |
| ------------------------ | -------- | ------ | ------ | ------ | ------ | -------- | -------- | ------ | ------ | ---- | ---- |
| レヒア・ジェルジョニュフ | 2012-13  | 6      | 0      | –      | –      | –        | –        | –      | –      | 6    | 0    |
| ザグウェンビェ・ルビン   | 2013-14  | 4      | 0      | 0      | 0      | –        | –        | –      | –      | 4    | 0    |
| ザグウェンビェ・ルビン   | 2014-15  | 30     | 8      | 3      | 1      | –        | –        | –      | –      | 33   | 9    |
| ザグウェンビェ・ルビン   | 2015-16  | 33     | 6      | 3      | 2      | –        | –        | –      | –      | 36   | 8    |
| ザグウェンビェ・ルビン   | 2016-17  | 5      | 1      | 1      | 0      | 6        | 0        | –      | –      | 12   | 1    |
| ザグウェンビェ・ルビン   | 通算     | 72     | 15     | 7      | 3      | 6        | 0        | 0      | 0      | 85   | 18   |
| クラコヴィア             | 2016-17  | 27     | 11     | –      | –      | –        | –        | –      | –      | 27   | 11   |
| クラコヴィア             | 2017-18  | 36     | 21     | 2      | 0      | –        | –        | –      | –      | 38   | 21   |
| クラコヴィア             | 通算     | 63     | 32     | 2      | 0      | 0        | 0        | 0      | 0      | 65   | 32   |
| ジェノア                 | 2018-19  | 19     | 13     | 2      | 6      | –        | –        | –      | –      | 21   | 19   |
| ミラン                   | 2018-19  | 18     | 9      | 3      | 2      | –        | –        | –      | –      | 21   | 11   |
| ミラン                   | 2019-20  | 18     | 4      | 2      | 1      | –        | –        | –      | –      | 20   | 5    |
| ミラン                   | 通算     | 36     | 13     | 5      | 3      | –        | –        | –      | –      | 41   | 16   |
| ヘルタ・ベルリン         | 2019-20  | 15     | 4      | 1      | 1      | –        | –        | –      | –      | 16   | 5    |
| 総通算                   | 総通算   | 199    | 73     | 17     | 13     | 6        | 0        | 0      | 0      | 222  | 86   |

## 代表歴

### 出場大会
- U-21ポーランド代表
  - 2017年 - UEFA U-21欧州選手権2017
- ポーランド代表
  - 2018年 - UEFAネーションズリーグ2018-19
  - 2022 FIFAワールドカップ

### 試合数
- 国際Aマッチ 33試合 12得点（2018年-）[46]

| ポーランド代表 | 国際Aマッチ | 国際Aマッチ |
| 年             | 出場        | 得点        |
| -------------- | ----------- | ----------- |
| 2018           | 2           | 1           |
| 2019           | 8           | 4           |
| 2020           | 5           | 2           |
| 2021           | 6           | 2           |
| 2022           | 6           | 2           |
| 2023           | 0           | 0           |
| 2024           | 6           | 1           |
| 通算           | 33          | 13          |

### 得点
| #   | 日時           | 場所                                   | 相手           | スコア | 結果 | 大会                                    |
| --- | -------------- | -------------------------------------- | -------------- | ------ | ---- | --------------------------------------- |
| 1.  | 2018年10月11日 | シレジア競技場                         | ポルトガル     | 1-0    | 2-3  | UEFAネーションズリーグ2018-19           |
| 2.  | 2019年3月21日  | エルンスト・ハッペル・シュターディオン | オーストリア   | 1-0    | 1-0  | UEFA EURO 2020予選                      |
| 3.  | 2019年6月7日   | ピリッポス2世アレナ                    | 北マケドニア   | 1-0    | 1-0  | UEFA EURO 2020予選                      |
| 4.  | 2019年6月10日  | ワルシャワ国立競技場                   | イスラエル     | 1-0    | 4-0  | UEFA EURO 2020予選                      |
| 5.  | 2019年11月16日 | テディ・スタジアム                     | イスラエル     | 2-0    | 2-1  | UEFA EURO 2020予選                      |
| 6.  | 2020年10月7日  | PGEアリーナ・グダニスク                | フィンランド   | 4-0    | 5-1  | 親善試合                                |
| 7.  | 2020年10月11日 | シレジア競技場                         | ウクライナ     | 1-0    | 2-0  | 親善試合                                |
| 8.  | 2021年3月25日  | プシュカーシュ・アレーナ               | ハンガリー     | 1-2    | 3-3  | 2022 FIFAワールドカップ・ヨーロッパ予選 |
| 9.  | 2021年10月9日  | ワルシャワ国立競技場                   | サンマリノ     | 5-0    | 5-0  | 2022 FIFAワールドカップ・ヨーロッパ予選 |
| 10. | 2022年3月24日  | ハムデン・パーク                       | スコットランド | 1-0    | 1-1  | 親善試合                                |
| 11. | 2022年11月16日 | スタディオン・ヴォイスカ・ポルスキエゴ | チリ           | 1-0    | 1-0  | 親善試合                                |

## タイトル
ザグウェンビェ・ルビン
- Iリガ: 2014-15